# Pardosa lineata
Pardosa lineata este o specie de păianjeni din genul Pardosa, familia Lycosidae, descrisă de F. O. P.-cambridge în anul 1902. Conform Catalogue of Life specia Pardosa lineata nu are subspecii cunoscute.